# Abandoned Places
Abandoned Places je série dvou počítačových her vytvořených maďarskou společností ArtGame pro platformy Amiga a DOS. O vydání se postaraly firmy Electronic Zoo (první díl) a International Computer Entertainment (druhý díl).
Oba díly žánrově spadají do RPG a odehrávají se ve fantasy prostředí. Vyšly v éře „dungeonů“ na začátku 90. let 20. století, kdy byl tento druh her rozšířený. Společně se sérií Ishar a hrou Fate: Gates of Dawn šlo o první hry s rozsáhlým a propracovaným venkovním prostředím, což nebylo v té době u her tohoto typu obvyklé. Boje neprobíhaly na tahy, ale v reálném herním čase (tzv. real time). Zejména druhý díl se v ostatních parametrech dal přirovnat ke klasice podžánru dungeonů, hře Dungeon Master.

## Hry série Abandoned Places
- Abandoned Places: A Time for Heroes (1992) – první díl kombinoval dvojí zobrazení. Pokud se hráč pohyboval ve venkovním prostředí, viděl své postavy na obrazovce ve dvou rozměrech, když prozkoumával sklepení, krypty a další podzemní či vnitřní prostory, viděl okolí trojrozměrně z pohledu družiny (tzv. First Person Perspective).
- Abandoned Places 2 (1993) – druhý díl zobrazoval okolí již pouze z pohledu družiny.